# Dél-Finnország
| Dél-Finnország címere                   |                                                                                 |
| Statisztikai tartomány                  | FI-ES                                                                           |
| Székhely                                | Hämeenlinna                                                                     |
| Kormányzó                               | Anneli Taina                                                                    |
| Történelmi tartományok                  | Tavastia Karélia Uusimaa                                                        |
| Régiók                                  | Dél Karélia Päijänne Tavastia Tavastia Proper Uusimaa Kelet-Uusimaa Kymenlaakso |
| Terület - Összesen                      | 5. helyen 34 378 km²                                                            |
| Lakosság - Összesen (2002) - Népsűrűség | 1. helyen 2 095 416 69 fő/ km²                                                  |
| Dél-Finnország                          |                                                                                 |

Dél-Finnország (finnül: Etelä-Suomen lääni, svédül: Södra Finlands län) egyike a Finnország tartományainak. Határai keleten és nyugaton Nyugat-Finnország és Kelet-Finnország valamint délen a Finn-öböl (Balti-tenger) és Oroszország. Székhelye Hämeenlinna, legnagyobb városa azonban a főváros, Helsinki.

## Történelmi tartományok
Lásd még: Tavastia, Karélia és Uusimaa
1997-ben 12 tartományból 6-ot (köztük Uusimaa, Kymi és Häme déli részei) összevontak Dél-Finnország néven.

## Adminisztráció
Az Állami Tartományi Hivatal hét összevont helyi minisztétiumi hatóságból áll. Körülbelül 380 embert alkalmaz. A hivatali városok a következők: Hämeenlinna, Helsinki és Kouvola.

## Régiók
Dél-Finnország 6 régióból tevődik össze:
- Dél-Karélia (Etelä-Karjala/ Södra Karelen)
- Päijänne Tavastia (Päijät-Häme/ Päijänne Tavastland)
- Tavastia Proper (Kanta-Häme/ Egentliga Tavastland)
- Uusimaa (Uusimaa/ Nyland)
- Kelet Uusimaa (Itä-Uusimaa/ Östra Nyland)
- Kymenlaakso (Kymenlaakso/ Kymmenedalen)

Dél-Finnországban 88 önkormányzat van.

## Történelem
Dél-Finnország címere Tavastia, Karelia és Uusimaa címereiből tevődik össze.